# Оболонь (футбольний клуб, 2013)
«Оболо́нь» — український професіональний футбольний клуб з Оболоні на півночі Києва. Власником клубу є компанія «Оболонь». З сезону 2023—2024 клуб виступає в Прем'єр-лізі.

## Історія

### Створення клубу
Клуб заснувала наприкінці 2012 року компанія ПАТ «Оболонь» та ПрАТ «Бершадський комбінат». При цьому офіційним роком заснування клубу прийнято 2013 рік. Свій перший історичний матч «Оболонь Бровар» провів проти команди білоцерківського «Арсеналу», у якому переміг з рахунком 2:1
Назви «Оболонь» новоствореному клубу (який став товариством з обмеженою відповідальністю) не вдалося залишити через юридичні причини. При цьому на прохання вболівальників атрибутика клубу є максимально подібною до атрибутики колишнього ФК «Оболонь», з яким ПАТ «Оболонь» на той час вже припинило співпрацю. На емблемі ФК «Оболонь-Бровар» вирішено не зазначати року заснування. Клубний сайт запущено в березні 2013 р.
Президентом клубу став Олександр Слободян, також з ФК «Оболонь» до клубу перейшли лікарі, адміністратори, масажисти та тренер другої команди Олег Мазуренко. Склад команди сформовано з вихованців ДЮФШ «Зміна-Оболонь», до яких долучено Андрія Корнєва та Валерія Іващенка. Головним тренером команди призначено Сергія Солдатова, який до цього працював з випускним класом цієї дитячо-юнацький школи. До штабу, окрім Мазуренка, ввійшов також тренер воротарів Валерій Паламарчук.

### Друга ліга (2013—2015)
Навесні 2013 року клуб почав грати в аматорському чемпіонаті. Перша гра 1 травня 2013 команда розпочалась в рамках другій групі під проти «Авангарду» з Корюківки (0:0). Попри те, що згідно з правилами УЄФА новостворений клуб мав провести три сезони в аматорському чемпіонаті, згодом було подано документи в атестаційну комісію Федерації футболу України для отримання статусу професіоналів. Такий статус клубу було надано 14 червня 2013 р. на засіданні Комітету ФФУ з атестації футбольних клубів.
24 липня 2013 року як дебютант другої ліги Чемпіонату України команда розпочала боротьбу за Кубок України, здолавши у першому кваліфікаційному раунді ФК «Нове Життя». В лютому 2014 року «Оболонь-Бровар» здобув перший трофей у своїй історії — «пивовари» виграли меморіал Олександра Щанова під егідою КОФФ, здолавши в вирішальній грі у серії пенальті ватутинський «Ретро». Андрія Корнєва було визнано найкращим гравцем цього турніру.
У другій лізі «оболонці» стартували в складі гравців віком 22-23 роки. Сезон клуб закінчив на 8 місці (16 перемог, 12 нічиїх і 8 поразок, різниця голів 51:34), відставши від прохідного до Першої ліги четвертого місця на 10 очок. Завершальну гру сезону кияни в гостях проводили з дніпродзержинською «Сталлю». За час матчу з капітанською пов'язкою на полі встигли побувати відразу чотири гравці киян: Андрій Корнєв, Дмитро Проневич, Анатолій Кіцута та Павло Гордійчук. Втім команда програла 0:6.
Вже з сьомого туру нового сезону 2014/15 «Оболонь-Бровар» видав серію з дев'яти переміг поспіль, закінчивши перше коло на третій сходинці в турнірній таблиці. За підсумками сезону «пивовари» посіли друге місце, відставши від переможця «Черкаського Дніпра» на одне очко. Нападник клубу Василь Продан з 12 м'ячами посів трете місце в списку найкращих бомбардирів ліги.

### Перша ліга (2015—2023)
Шлях у Першій лізі України «оболонці» почали з гри в Кропивницькому проти «Зірки» (2:1). Напередодні останньої гри сезону команді достатньо було здобути перемогу для зайняття другої сходинки. Однак в матчі проти «Геліоса» кияни грали без основного воротаря Назарія Федорівського, який був залучений до молодіжної збірної. Гра завершилась поразкою з рахунком 1:2, у той час, як «Черкаський Дніпро» виграв останній свій матч і обійшов «пивоварів». Третього місця не вистачило для виходу в УПЛ, оскільки через скорочення кількості учасників вищого дивізіону до 12, з першої ліги піднявся лише її переможець — «Зірка».
Свій другий сезон у Першій лізі «Оболонь-Бровар» закінчила на дев'ятому місці, значно гірше ніж минулого року. Сезон 2017/18 у першій лізі гравці «Оболонь-Броварів» розпочали з виїзної нічиї з «Арсеналом-Київ» (1:1). Після семи матчів ліги «пивовари» знаходилися на п'ятому місці. Однак надалі результати киян значно погіршились і впродовж наступних восьми ігор поспіль вони не могли забити жодного разу в ворота суперників. Після п'ятого з цих матчів, з «Рухом», тренер Олег Мазуренко подав у відставку і до кінця року в.о. головного тренера був Валерій Іващенко. За його очільництва команда ще три матчі не могла забити. Перемога над «Авангардом» у Краматорську (1:0) перервала суху серію «пивоварів», яка тривала 802 хвилини. Втім і надалі результати клубу залишались невдалими, бо після закінчення першої частини «пивоварів» відділяло сім очок від зони вильоту.
Враховуючи обставини, 12 січня 2018 року головним тренером «Оболоні-Бровар» було призначено Володимира Пятенко. За тиждень угоду з киянами підписав її перший легіонер — канадський нападник з українським корінням Араміс Набіл Кузін. Взимку 2018 року «оболонці» вперше у своїй історії пройшли закордонний збір в Туреччині, де команда зіграла шість матчів (2 перемоги, 1 нічия, 3 поразки). Єдиною перемогою навесні став матч проти петровського «Інгульця» (1:0). Залишитись в другій по силі українській лізі «пивоварам» вдалось завдяки тому, що одеська «Жемчужина» знялась з турніру та кияни отримали три очки, що врятували їх вильоту до Другої ліги.
Новий сезон «Оболонь-Бровар» розпочала вже з Сергієм Ковальцем. Завершили турнір 2018/19 кияни на шостому місці, повторивши цей результат і в наступному році. 10 вересня 2020 року клуб змінив назву на ФК «Оболонь», але перший сезон під новою назвою провела невдало, ставши лише восьмою. Наступного розіграшу команда серйозно боролась за право вийти до вищого дивізіону, але через російське вторгнення сезон 2021/22 було достроково завершено. У сезоні 2022/23 команда таки вийшла до Прем'єр-ліги, посівши друге місце.

### Виступи у Прем'єр-лізі
Дебютний матч «Оболоні» у Прем'єр-лізі відкривав змагальну програму сезону 2023/24 в УПЛ. Цей матч проти ковалівського «Колоса» відбувся у Києві і завершився «сухою» нічиєю 0:0. А вже у другому турі на «пивоварів» чекало надпринципове київське дербі з «Динамо». У цій грі оболонці програли своїм більш досвідченим суперникам 2:4, а автором першого голу «Оболоні» у Прем'єр-лізі став Руслан Черненко. Втім вже за місяць «пивовари» змогли помститись, сенсаційно обігравши «Динамо» в матчі 1/8 фіналу Кубка України на «Оболонь-Арені» в Києві з рахунком 1:0. Єдиний гол у цій зустрічі було забито на 57-й хвилині, коли Сергій Суханов влучно пробив під праву стійку після передачі, яку віддав Ігор Краснопір. Знов ці команди зустрілись в останньому матчі чемпіонату 2023 року, але повторити свій кубковий успіх «оболонці» не змогли, поступившись «динамівцям» з рахунком 0:2 і завершивши рік на 13-й позиції з 14 балами після 16 поєдинків. При цьому «пивовари» не змогли виграти жодного з останніх шести матчів у чемпіонаті України.

## Склад команди
Станом на 18 серпня 2025  року відповідно до офіційної заявки на сайті ПЛ
| №  | Поз. | Нац.    | Гравець              |
| -- | ---- | ------- | -------------------- |
| 1  | ВР   | Україна | Назарій Федорівський |
| 31 | ВР   | Україна | Денис Марченко       |
| 3  | ЗХ   | Україна | Владислав Приймак    |
| 5  | ЗХ   | Україна | Євгеній Шевченко     |
| 37 | ЗХ   | Україна | Валерій Дубко        |
| 42 | ЗХ   | Україна | Євгеній Пасіч        |
| 50 | ЗХ   | Україна | Дмитро Семенов       |
| 95 | ЗХ   | Україна | Василь Курко         |
| 4  | ПЗ   | Україна | Тарас Мороз          |
| 6  | ПЗ   | Україна | Максим Чех           |
| 7  | ПЗ   | Україна | Віктор Блізніченко   |

| №  | Поз. | Нац.    | Гравець                        |
| -- | ---- | ------- | ------------------------------ |
| 8  | ПЗ   | Україна | Артем Кулаковський             |
| 10 | ПЗ   | Україна | Олег Слободян (капітан)        |
| 11 | ПЗ   | Україна | Максим Грисьо                  |
| 13 | ПЗ   | Україна | Ігор Мединський                |
| 17 | ПЗ   | Україна | Руслан Черненко (віце-капітан) |
| 21 | ПЗ   | Україна | Костянтин Бичек                |
| 24 | ПЗ   | Україна | Єгор Прокопенко                |
| 40 | ПЗ   | Україна | Іван Нестеренко                |
| 55 | ПЗ   | Україна | Сергій Суханов                 |
| 9  | НП   | Україна | Денис Устименко                |
| 99 | НП   | Україна | Денис Теслюк                   |

### Юнацький склад (U-19)
Станом на 18 серпня 2025  року відповідно до офіційної заявки на сайті ПЛ
| №  | Поз. | Нац.    | Гравець           |
| -- | ---- | ------- | ----------------- |
| 23 | ВР   | Україна | Вадим Сташків     |
| 71 | ВР   | Україна | Денис Тупчієнко   |
| 76 | ВР   | Україна | Іван Мартинов     |
| 18 | ЗХ   | Україна | Ілля Хомич        |
| 19 | ЗХ   | Україна | Максим Тітов      |
| 20 | ЗХ   | Україна | Назар Роєнко      |
| 30 | ЗХ   | Україна | Олександр Буренко |
| 32 | ЗХ   | Україна | Андрій Ломницький |
| 41 | ЗХ   | Україна | Максим Григоренко |
| 88 | ЗХ   | Україна | Ілля Давидок      |
| 91 | ЗХ   | Україна | Ростислав Лящук   |
| 12 | ПЗ   | Україна | Олександр Козлов  |
| 22 | ПЗ   | Україна | Олександр Фещенко |
| 26 | ПЗ   | Україна | Ілля Литовченко   |

| №  | Поз. | Нац.    | Гравець               |
| -- | ---- | ------- | --------------------- |
| 27 | ПЗ   | Україна | Олег Олександрівський |
| 28 | ПЗ   | Україна | Артем Чорний          |
| 29 | ПЗ   | Україна | Кирило Сідєльніков    |
| 33 | ПЗ   | Україна | Арсеній Куделя        |
| 70 | ПЗ   | Україна | Кіріл Корх            |
| 77 | ПЗ   | Україна | Гліб Наливайко        |
| 79 | ПЗ   | Україна | Владислав Артемчук    |
| 89 | ПЗ   | Україна | Владислав Гомонець    |
| 97 | ПЗ   | Україна | Роман Єнич            |
| 60 | НП   | Україна | Кирил Мороз           |
| 66 | НП   | Україна | Микита Ходаківський   |
| 69 | НП   | Україна | Олексій Товарчі       |
| 98 | НП   | Україна | Андрій Луцик          |

## Досягнення
Перша ліга України:
 Срібний призер: 2022/23
 Бронзовий призер: 2015/16
Друга ліга України:
 Срібний призер: 2014/15
Меморіал Олександра Щанова:
 Переможець: 2014
Arsenal Cup імені Сергія Закарлюки:
 Переможець: 2016
 Срібний призер: 2017

## Статистика виступів
| Сезон     | Ліга    | Місце   | І  | В  | Н  | П  | ГЗ | ГП | О  | Кубок України | Примітки   |
| --------- | ------- | ------- | -- | -- | -- | -- | -- | -- | -- | ------------- | ---------- |
| 2013–2014 | Друга   | 8 з 19  | 36 | 16 | 12 | 8  | 51 | 34 | 60 | 1/32 фіналу   |            |
| 2014–2015 | Друга   | 2 з 10  | 27 | 20 | 4  | 3  | 47 | 19 | 64 | 1/16 фіналу   | Підвищення |
| 2015–2016 | Перша   | 3 з 16  | 30 | 16 | 6  | 8  | 45 | 35 | 54 | 1/8 фіналу    |            |
| 2016–2017 | Перша   | 9 з 18  | 34 | 12 | 9  | 13 | 37 | 37 | 45 | 1/8 фіналу    |            |
| 2017–2018 | Перша   | 14 з 18 | 34 | 9  | 8  | 17 | 24 | 37 | 35 | 1/32 фіналу   |            |
| 2018–2019 | Перша   | 6 з 15  | 28 | 13 | 8  | 7  | 35 | 28 | 47 | 1/32 фіналу   |            |
| 2019–2020 | Перша   | 6 з 16  | 30 | 14 | 9  | 7  | 40 | 31 | 51 | 1/16 фіналу   |            |
| 2020–2021 | Перша   | 8 з 16  | 30 | 13 | 4  | 13 | 44 | 35 | 43 | 1/32 фіналу   |            |
| 2021–2022 | Перша   | 4 з 16  | 19 | 10 | 3  | 6  | 24 | 16 | 33 | 1/16 фіналу   |            |
| 2022–2023 | Перша   | 2 з 16  | 14 | 8  | 5  | 1  | 19 | 8  | 29 | не проводився | Підвищення |
| 2023–2024 | Прем'єр | 14 з 16 | 30 | 5  | 11 | 14 | 18 | 41 | 26 | 1/4 фіналу    |            |
| 2024–2025 | Прем'єр | 11 з 16 | 30 | 8  | 8  | 14 | 19 | 43 | 32 | 1/8 фіналу    |            |

## Відомі гравці
- Андрій Корнєв (2013—)

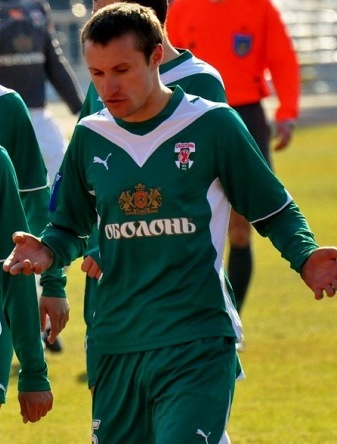
Олександр Мандзюк.

- Дмитро Проневич (2013—2017)
- Артем Фаворов (2013—2016)
- Різван Аблітаров (2015—2017)
- Олександр Мандзюк (2015—2016)